# 関勝治
関　勝治（せき　かつじ、1939年5月 - ）は、千葉県市川市出身の日本の柔道家。現役時代は中量級の選手。組み手は左組み。得意技は体落。身長171cm。体重76kg。

## 人物
それまでは陸上競技やバスケットボールなどに取り組んでいたが、中学3年の時に加藤道場に入門して柔道を始めた。千葉商大付属第一高校3年の時にはすでに20歳になっていたが、高校生として初となる全日本選手権出場を果たした。大会では予選リーグ1勝1敗の成績で翌日の決勝トーナメントには進めなかった。この際に、フットワークはいいが、体落一辺倒のマンボ的柔道はあまり感心できないとも評された。1961年には明治大学政治経済学部に進学すると、師範の姿節雄や曽根康治の指導の下で鍛えられて全日本学生柔道優勝大会では4連覇達成に貢献した。1964年の東京オリンピック中量級の日本代表最終候補に岡野功、佐藤治、遠刕信一とともに残るも、結果として岡野功が選出されたためにオリンピック代表にはなれなかった。
卒業後JRA所属となると、1972年の体重別中量級では福岡県警の園田勇に判定で敗れたものの2位になった。また、全日本選手権には計10回の出場を果たした。36歳の時に引退すると、1976年のモントリオールオリンピックには全日本チームの専任コーチとして参加して、大学の後輩である上村春樹が無差別で金メダルを獲得するのを見届けた。その後はJRAの柔道部監督となり、大学の後輩となる小川直也などの指導を経て、参与職に就いた。現在は千葉県柔道連盟副会長、全日本実業柔道連盟監事、明治大学柔道部OB会である「明柔会」会長を務めている。
女子柔道強化選手への暴力問題や助成金の不正受給・流用疑惑に揺れる全柔連会長の上村春樹に関しては、｢旭化成ホームプロダクツの副社長まで務めた一般企業においても認められた人物なので、原点に戻って会長を続けて欲しい｣、また、次期会長候補である東海大学副学長の山下泰裕の会長就任は｢時期尚早｣とのコメントを発した。
なお、1966年に初開催となったサンボの全日本選手権に出場して、ミドル級の初代チャンピオンとなった。

## 主な戦績
- 1961年　- 1964年　全日本学生柔道優勝大会　4連覇
- 1972年　- 体重別　2位(中量級)